# Mèo Iriomote
Prionailurus bengalensis iriomotensis là một loài động vật có vú trong họ Mèo, bộ Ăn thịt. Loài này được Imaizumi mô tả năm 1967.

## Hình ảnh

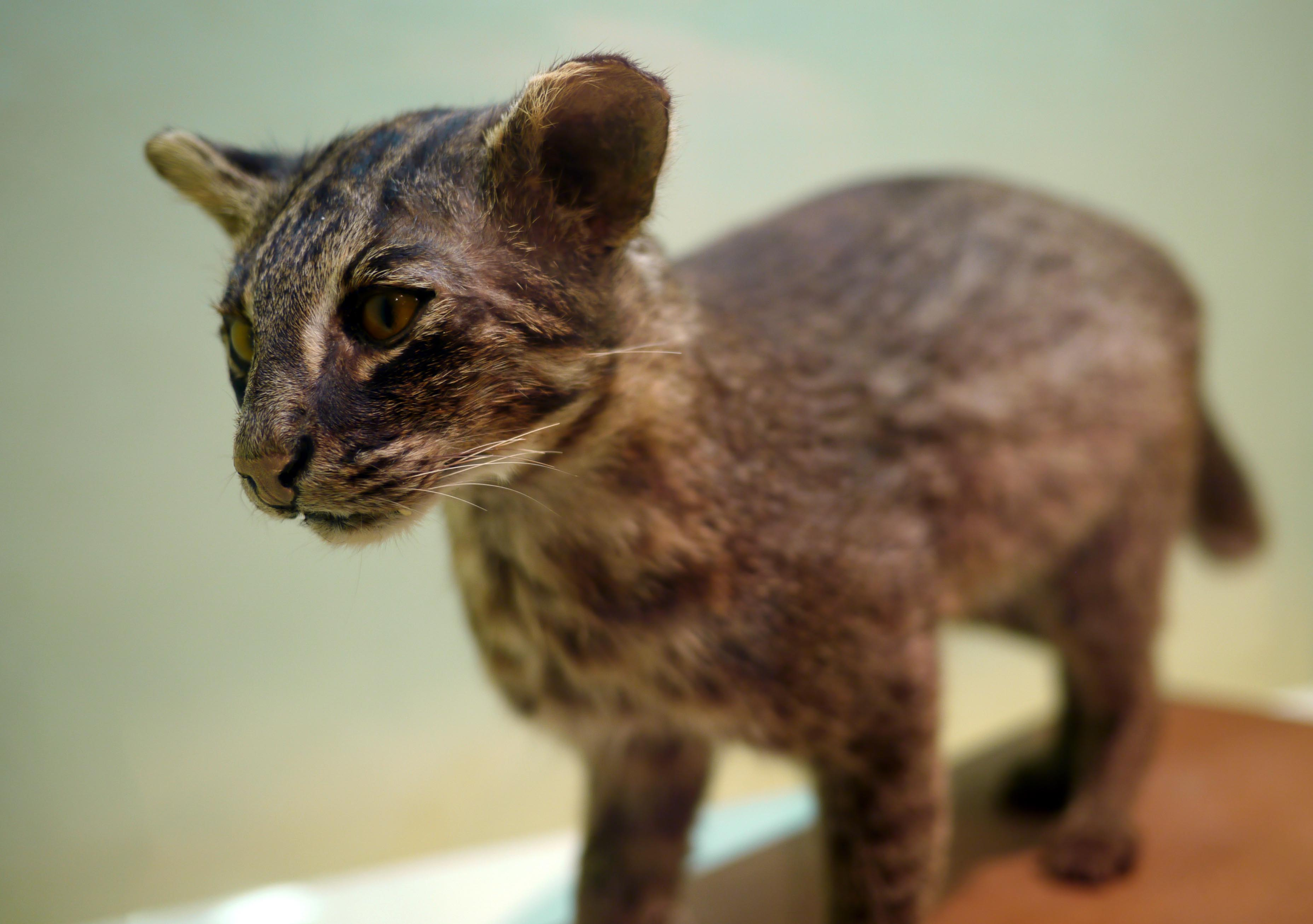
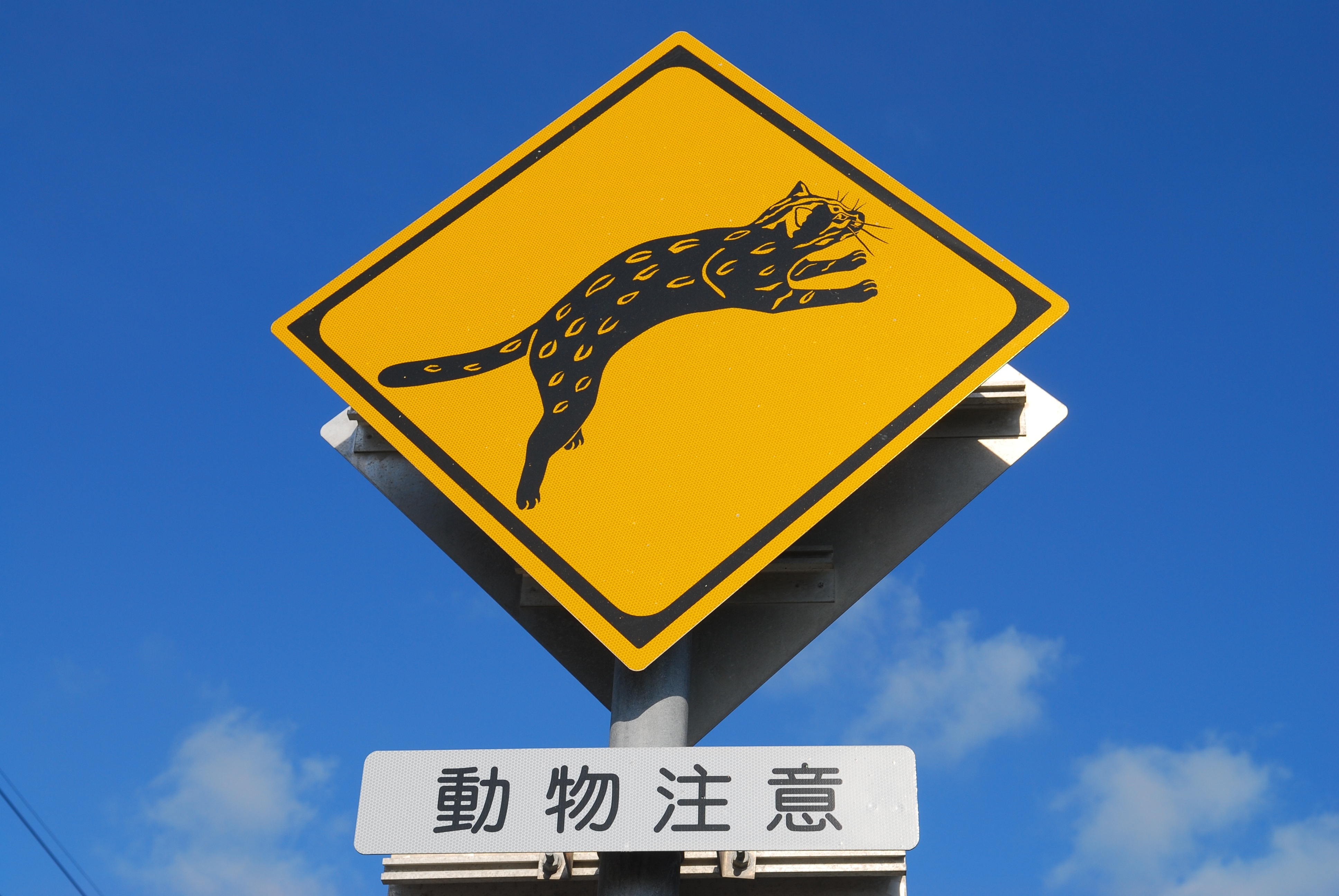

- Tập tin:Slaty-legged Crake (Rallina eurizonoides).jpg